# Mas flow 2
Mas Flow 2 es el segundo álbum recopilatorio producido por Luny Tunes para la saga musical Mas Flow. El álbum es juntado con el cantante Baby Ranks, destacado en la mayoría de las canciones del álbum. Muchos de los nombres más grandes del reguetón son destacados en el álbum, como Daddy Yankee, Wisin & Yandel, Tito el Bambino y Tego Calderón.
Mas Flow 2 es uno de los álbumes latinos aclamados del año, y se considera que es substancialmente más superior que La Misión 4: The Take Over. También participaron artistas fuera del género del reguetón, como Frankie J, Notch y Tonny Tun Tun. Cuenta con 2 discos de 20 y 6 canciones, respectivamente. También es considerado el primer disco de reguetón de la historia.
Muchos entusiastas del reguetón consideran que Luny Tunes son "The Kings of Beats" del reguetón debido a su éxito, debido a la combinación de ritmos tradicionales latinos como la salsa y la bachata con el reguetón tradicional, siendo un ejemplo el sencillo «Mayor que yo» que contó con la participación especial del cantante Tonny Tun Tun. El álbum fue masterizado por Néstor Salomon en Digital Recording Services, en Puerto Rico.
Y en el año 2006 se relanzó el álbum titulado Mas Flow 2.5 y cuenta con nuevos temas, destacando el sencillo «Alócate» de Zion.

## Recepción crítica y comercial
El álbum ganó el Premio Lo Nuestro de 2006 como mejor álbum urbano del año, y fue certificado como 2 X Platino (Latino) y Oro por la RIAA, esto por tener ventas superiores a las 500 000 y 200 000 de copias en Estados Unidos.

## Lista de canciones
| Disco 1 |                                                                                             |          |  |
| N.º     | Título                                                                                      | Duración |  |
| 1.      | «Mas Flow Intro» (Mr. Phillips, Zion, Baby Ranks, Alexis & Fido)                            | 0:57     |  |
| 2.      | «Rakata» (Wisin & Yandel)                                                                   | 2:51     |  |
| 3.      | «El tiburón» (Alexis & Fido con Baby Ranks)                                                 | 2:57     |  |
| 4.      | «Dale castigo» (Héctor “El Father”)                                                         | 4:07     |  |
| 5.      | «Mírame» (Daddy Yankee con Deevani)                                                         | 3:33     |  |
| 6.      | «Es mejor olvidarlo» (Zion & Lennox con Baby Ranks)                                         | 4:50     |  |
| 7.      | «Mayor que yo» (Baby Ranks, Tony Tun Tun, Wisin & Yandel, Daddy Yankee, Héctor “El Father”) | 4:08     |  |
| 8.      | «Oh, Johnny!» (Mr. Vegas con Tunes)                                                         | 3:56     |  |
| 9.      | «Con rabia» (Polaco)                                                                        | 3:19     |  |
| 10.     | «Sóbale el pelo» (Tony Dize)                                                                | 2:21     |  |
| 11.     | «Te he querido, te he llorado» (Ivy Queen)                                                  | 4:13     |  |
| 12.     | «Mírame (Remix)» (Tego Calderón, Daddy Yankee & Deevani)                                    | 3:13     |  |
| 13.     | «Déjala volar» (Tito el Bambino)                                                            | 3:24     |  |
| 14.     | «Verme» (Baby Ranks & Notch)                                                                | 5:46     |  |
| 15.     | «Tortura» (Yaga & Mackie)                                                                   | 3:42     |  |
| 16.     | «Acorralándome» (Trébol Clan)                                                               | 2:12     |  |
| 17.     | «Obsession» (Frankie J con Mr. Phillips)                                                    | 3:35     |  |
| 18.     | «La Killer» (Joan & O'Neill)                                                                | 2:41     |  |
| 19.     | «Fantasía» (Wibal & Alex)                                                                   | 2:42     |  |
| 20.     | «Gansta» (Voltio & Baby Ranks)                                                              | 3:27     |  |
| 67:54   |                                                                                             |          |  |

| Disco 2 |                                                                  |          |  |
| N.º     | Título                                                           | Duración |  |
| 21.     | «Mas Flow Intro» (Mr. Phillips, Zion, Baby Ranks, Alexis & Fido) | 0:58     |  |
| 22.     | «Que! ¿Cómo?» (Vico C)                                           | 3:18     |  |
| 23.     | «Tu bailar» (Baby Ranks)                                         | 3:09     |  |
| 24.     | «Querer y amar» (Joan & O'Neill con Baby Ranks)                  | 4:37     |  |
| 25.     | «Salida» (Baby Ranks con Bori (Cultura Profética))               | 5:41     |  |
| 26.     | «Ta to'» (Spliff Star, N.O.R.E., Gems Star & Mr. Phillips)       | 3:00     |  |
| 20:43   |                                                                  |          |  |

Notas
- «Rakata» contiene un sample de «Change the Beat (Female Version)» de Fab Five Freddy y Beside.
- «Mírame» contiene una interpolación de la canción hindú «Eli re Eli», presente en la película de Bollywood Yaadein (2001).
- «Obsession» es un cover de la canción de mismo nombre interpretada por Aventura.

## Posicionamiento en listas
| Listas (2005)                        | Mejor posición |
| ------------------------------------ | -------------- |
| Estados Unidos (Billboard 200)       | 68             |
| Estados Unidos (Latin Rhythm Albums) | 2              |
| Estados Unidos (Reggae Albums)       | 1              |
| Estados Unidos (Top Latin Albums)    | 2              |
| Estados Unidos (Top Rap Albums)      | 23             |
| Estados Unidos (Tropical Albums)     | 2              |

| Listas (2006)                        | Posición |
| ------------------------------------ | -------- |
| Estados Unidos (Latin Rhythm Albums) | 9        |
| Estados Unidos (Top Latin Albums)    | 22       |

## Certificaciones
| País (Certificador) | Certificación | Ventas certificadas |
| --- | ------------- | ------------------- |
| Estados Unidos (RIAA) | Oro           | 500 000             |
| ^cifras de envíos basadas únicamente en la certificación xcifras no especificadas basadas únicamente en la certificación |               |                     |

## Premios y nominaciones
| Año  | Premios            | Categoría                  | Resultado |
| ---- | ------------------ | -------------------------- | --------- |
| 2006 | Premios Lo Nuestro | Mejor álbum urbano del año | Ganador   |